# The Rocks

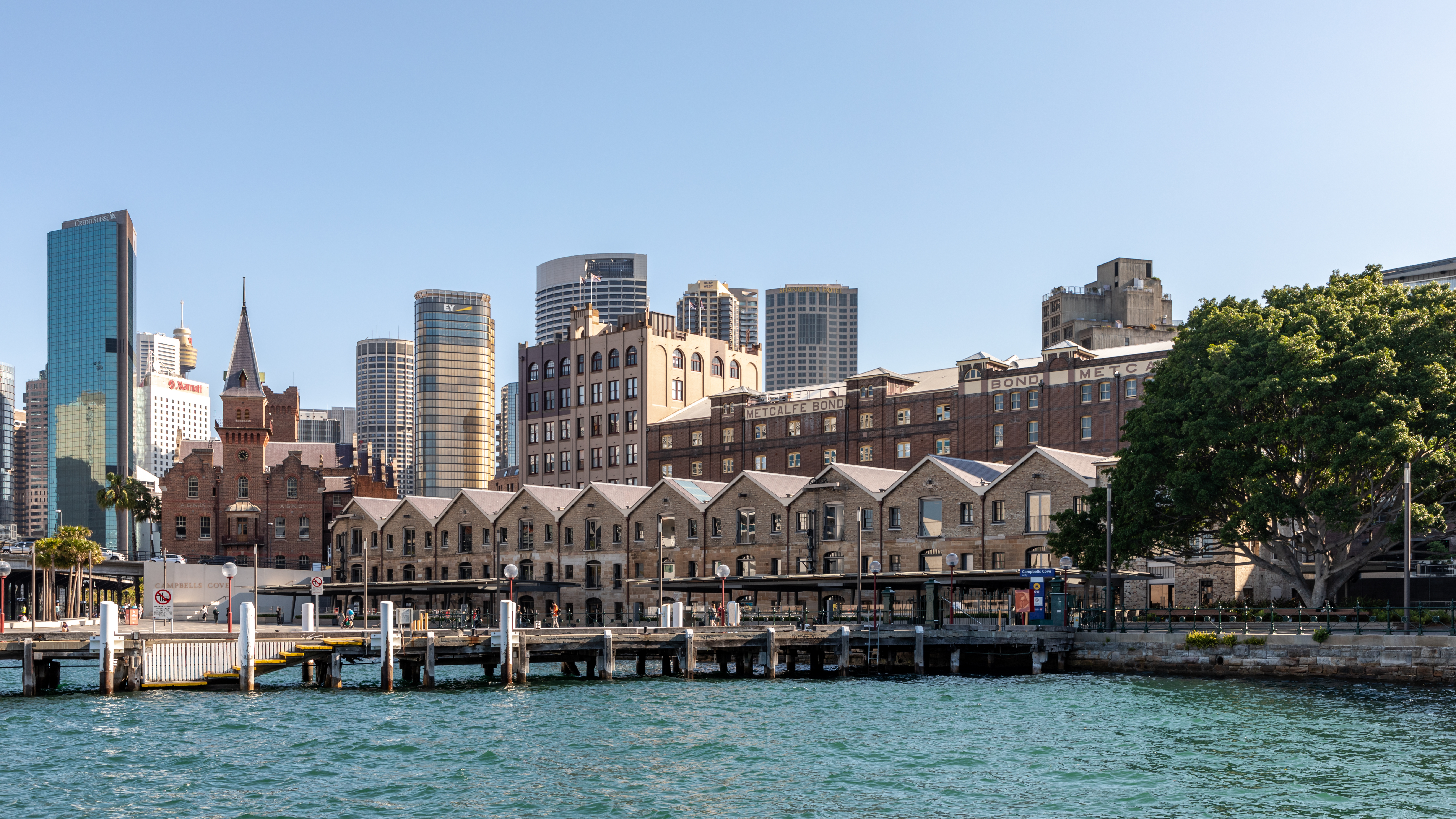
The Rocks, Sydney, Nova Gales do Sul, Australia

The Rocks é um distrito turístico e histórico da região central da cidade de Sydney, em Nova Gales do Sul, na Austrália. É o distrito mais ao sul do Porto de Sydney.

## História

### Séculos XVIII e XIX
O nome "The Rocks" foi dado em 1788 por colonos que construíram suas casas ali, mas era chamado pelo povo aborígene Cadigal como "Tallawoladah". Os colonos que construíram suas casas no final do século XVIII eram em sua maioria condenados, vindos da Grã-Bretanha, e que tiveram como punição o exílio para as colônias penais na Austrália. Desde o início da colonização, o distrito de The Rocks era reputado como uma comunidade pobre, com altos índices de prostituição e frequentado por gangues e marinheiros.
A partir de 1840, com a expansão da colônia australiana e o aumento do número de imigrantes, o distrito passou a abrigar os imigrantes recém-chegados, que dormiam em quartos alugados nas casas dos moradores, ou mesmo em estábulos. Ao longo do final do século XIX, o distrito passa a abrigar um número grande de trabalhadores e operários das fábricas e das docas de Sydney. Após uma crise de peste bulbônica em 1900, passa a existir um grande esforço de replanejamento urbano do distrito, gerando a demolição de diversas casas para a construção de ruas mais largas, a ampliação do porto e a instalação de linhas de trem que atravessavam o distrito.

### Século XX
Ao longo do século XX, The Rocks, ainda lar de muitas das comunidades mais carentes de Sydney, era visto como um problema para o governo da cidade, uma vez que o distrito parecia não acompanhar o desenvolvimento e a modernização das demais áreas da cidade. Os planos por parte do governo e de planejadores urbanos passavam sempre pela demolição das casas do bairro para a construção de novos prédios que fossem condizentes com o resto do planejamento da cidade.
Em 1970, o Governo de Nova Gales do Sul iniciou um projeto de remoção dos moradores do distrito para a execução de um plano de revitalização da área e construção de um distrito comercial. Os moradores do distrito se uniram e passaram a fazer uma campanha contra a destruição dos prédios históricos do distrito, e ao longo dos anos isso se tornou um movimento mais amplo, com a participação de historiadores das universidades australianas que passaram a demonstrar a importância histórica do distrito como lar dos operários e imigrantes da cidade de Sydney. Após anos de campanha, o projeto de revitalização foi arquivado, e The Rocks passou a se tornar um importante ponto turístico da cidade, tornando-se lar para muitos dos museus e prédios mais antigos da cidade.